# Torre del Mojón
La torre del Mojón o torre de la Contienda es un bien de interés cultural formado por los restos de una torre de vigía o de defensa situada en la frontera entre Castilla y el Reino de Valencia.
Se encuentra en la partida del Mojón, en el municipio de Siete Aguas (Valencia).
Tiene la condición de bien de interés cultural con número 46.18.229-002 por declaración genérica.